# Bobina de Helmholtz

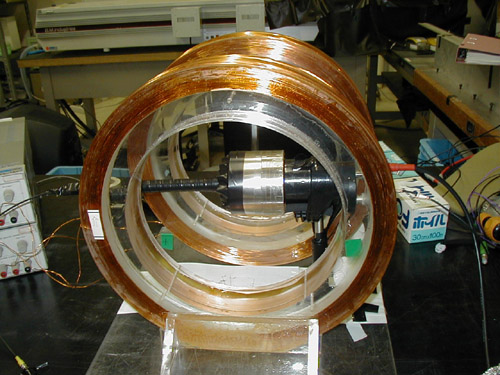
Una bobina de Helmholtz

Una bobina de Helmholtz es un dispositivo que se utiliza para producir una región de campo magnético casi uniforme. Fue nombrada así en honor al físico alemán Hermann von Helmholtz. Consiste de dos electroimanes en el mismo eje. Además de crear campos magnéticos, las bobinas de Helmholtz se utilizan también en dispositivos científicos para cancelar campos magnéticos externos, tales como el campo magnético terrestre.

## Descripción
Una bobina de Helmholtz consiste en dos bobinas magnéticas circulares idénticas, que se ubican de manera simétrica a lo largo de un eje común, una a cada lado de un área experimental, y separadas por una distancia {\displaystyle h} igual al radio {\displaystyle R} de la bobina. Cada bobina transporta una cantidad igual de corriente eléctrica en la misma dirección.
Tomando {\displaystyle h=R} (esto es lo que define a una pareja de Helmholtz) se minimiza la falta de uniformidad del campo en el centro de las bobinas, de modo que se cumple que  {\displaystyle \partial ^{2}B/\partial x^{2}=0} (implicando así que la primera derivada no nula del campo magnético es  {\displaystyle \partial ^{4}B/\partial x^{4}}). Sin embargo, sigue existiendo una variación de alrededor del 7% entre el campo en el centro del área experimental y los planos de las bobinas. Un valor ligeramente mayor de {\displaystyle h} reduce la discrepancia entre el campo en el centro y los planos de las bobinas, pero la uniformidad del campo en el centro disminuye, cantidad que es medida utilizando {\displaystyle \partial ^{2}B/\partial x^{2}}.
En algunas aplicaciones, una bobina de Helmholtz se utiliza para cancelar el campo magnético terrestre, produciendo una región cuya intensidad de campo magnético es más cercana a cero.